# مبشرة

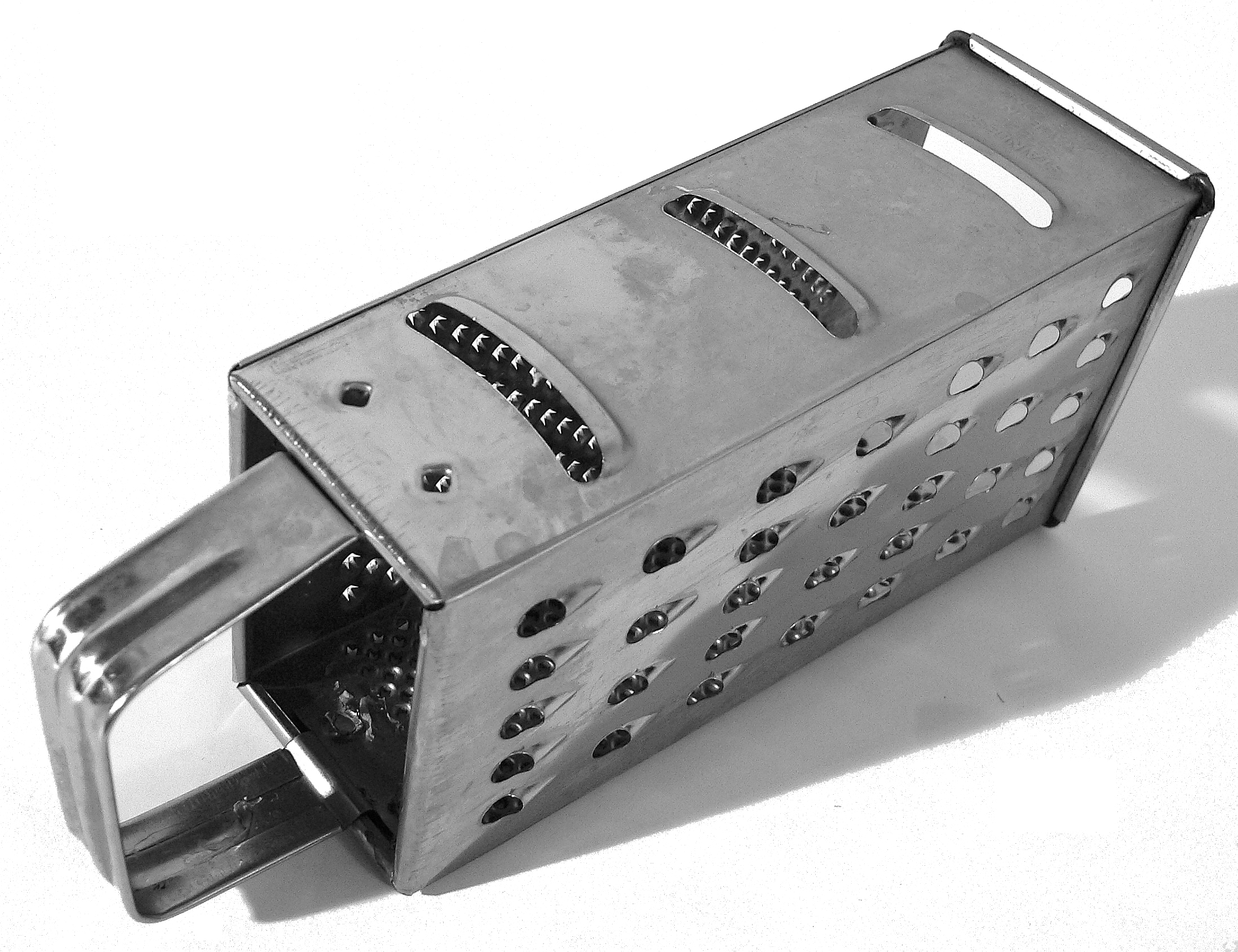

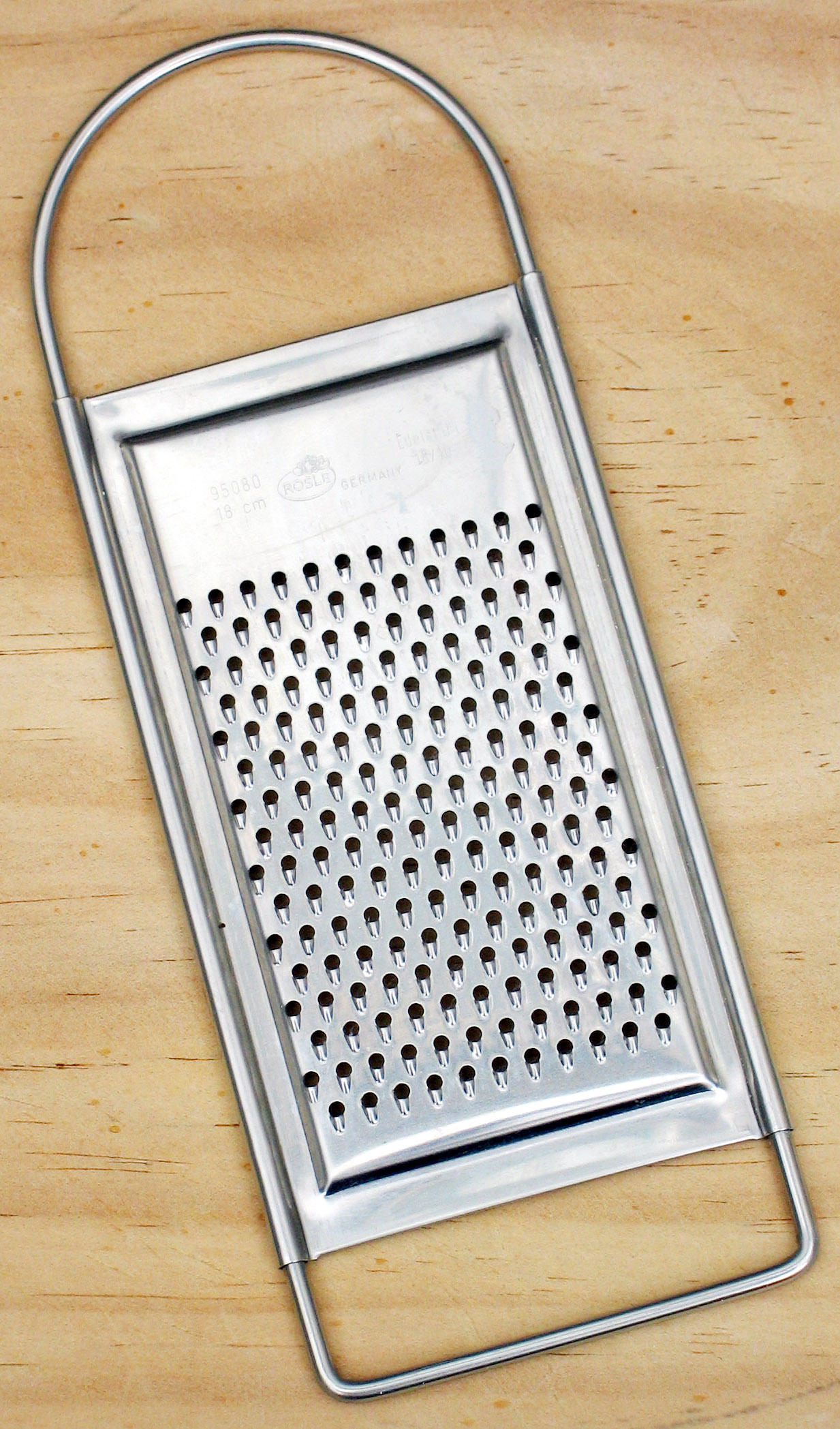

المبشرة أو المِبرشة أداة مطبخية، تستعمل لبشر الجبن والبصل أو حتى قشر البرتقال مثلا، أي جعله أشرطة دقيقة بالاحتكاك بموازاة السطح والدفع يدويا.